# جون جيل (لاعب كرة قدم أمريكية)
جون جيل (بالإنجليزية: John Gill)‏ هو لاعب كرة قدم أمريكية أمريكي، ولد في 28 أكتوبر 1986 في كوبيرتينو في الولايات المتحدة.

## وصلات خارجية
- جون جيل على موقع مرجع كرة القدم المحترفة.كوم (الإنجليزية)